# Spathius albiventris
Spathius albiventris är en stekelart som beskrevs av Szepligeti 1905. Spathius albiventris ingår i släktet Spathius och familjen bracksteklar. Inga underarter finns listade i Catalogue of Life.